# Сопініна
Сопі́ніна (рос. Сопинина) — присілок у складі Шатровського району Курганської області, Росія. Входить до складу Спицинської сільської ради.
Населення — 157 осіб (2010, 236 у 2002).
Національний склад станом на 2002 рік: росіяни — 96 %.